# Hồ Ngọc Hà
Hồ Thị Ngọc Hà (sinh ngày 25 tháng 11 năm 1984), thường được biết đến với nghệ danh Hồ Ngọc Hà, là một nữ ca sĩ kiêm người mẫu người Việt Nam. Cô bắt đầu sự nghiệp với vai trò người mẫu vào năm 2000, sau đó chuyển sang ca hát bằng việc ra mắt album đầu tay 24 giờ 7 ngày vào năm 2004. Album giúp cô có cơ hội tham gia Asia Song Festival tại Hàn Quốc.
Sau khi trở thành đại sứ của Sunsilk, cô và nhãn hàng này đã cùng nhau hợp tác để sản xuất album và thực hiện các tour lưu diễn quảng bá ở nhiều nơi. Album tiếp theo của Hồ Ngọc Hà mang tên Tìm lại giấc mơ được phát hành năm 2010, kèm theo nhiều dự án nhỏ được phát hành vào một năm sau đó. Cuối năm 2011, cô phát hành album thứ sáu của mình mang tên Invincible cùng với đĩa đơn chủ đề cùng tên.
Được đánh giá là một trong những nghệ sĩ âm nhạc Việt Nam xuất sắc nhất trong thế hệ của mình, Hồ Ngọc Hà đã mang về vô số giải thưởng cao quý trong suốt sự nghiệp của mình. Ngoài sự nghiệp âm nhạc, cô còn tham gia nhiều hoạt động nghệ thuật trong nhiều lĩnh vực khác nhau, nổi bật là trong lĩnh vực thời trang.

## Tiểu sử và sự nghiệp

### 1987–2000: Những năm thiếu thời
Hồ Ngọc Hà sinh ra ở An Cựu, Huế, nhưng lên 8 tuổi thì theo cha mẹ về Quảng Bình sinh sống (cha mẹ cô sinh ra ở Quảng Bình). Cô là người Việt lai Pháp; cha cô là Hồ Sĩ An, một người mang hai dòng máu Pháp – Việt, và mẹ là bà Ngọc Hương. Cũng chính vì thế mà Hồ Ngọc Hà còn có biệt danh Hồ An Tây, với An là tên ghép từ cha còn Tây là để chỉ dòng máu Pháp - Việt của ông. Cha và mẹ đều làm việc trong ngành ngân hàng. Năm 12 tuổi, cô đã phải sống xa gia đình trong ký túc xá trường Cao đẳng Văn hóa Nghệ thuật Quân đội (nay là Trường Đại học Văn hóa - Nghệ thuật Quân đội), theo học chuyên ngành piano. 16 tuổi với chiều cao 1,72 m, Hồ Ngọc Hà bước chân lên sàn diễn thời trang và gặt hái nhiều giải thưởng như: giải nhì Người mẫu thời trang Hà Nội mở rộng 2000, giải nhì Tìm kiếm Người mẫu châu Á 2002 (giải bạc Siêu mẫu Việt Nam 2002). Năm 2003, cô vào Thành phố Hồ Chí Minh, Hồ Ngọc Hà chính thức bước lên sân khấu âm nhạc khi tham gia chương trình Người đẹp hát. Sau đó, nhạc sĩ Quốc Bảo mời cô hát một bài trong album của anh. Nhận được nhiều đánh giá cao từ chương trình Người đẹp hát và từ nhạc sĩ Quốc Bảo, Hà sau đó đã quyết định đi theo con đường ca hát.

### 2001–2004: Khởi đầu sự nghiệp,Hoa cỏ mayvà24 giờ 7 ngày
Năm 2001, cô được đạo diễn Lưu Trọng Ninh chọn để đóng trong bộ phim Hoa cỏ may (vai Hương), bộ phim được phát sóng vào chương trình Điện ảnh chiều thứ bảy chiếu trên VTV3. Vai diễn đầu tiên của cô là Hương - thiếu nữ lai Mỹ có cá tính mạnh mẽ. Khi đó, Hà Hồ đang học khoa Piano trường Cao đẳng Văn hóa nghệ thuật quân đội. Trong thời gian này, cô đã có rất nhiều tin đồn về chuyện tình cảm của mình với những nhân vật nổi tiếng trong nước. Nổi bật nhất đó chính là Huy MC trong khoảng năm 2004 đã dẫn đến việc ca sĩ Phương Thanh tát Hồ Ngọc Hà để ra mặt cho bạn của mình là Thu Phương.
Tuy nhiên trong một cuộc phỏng vấn, Phương Thanh đã chia sẻ rằng cô chỉ hăm dọa đánh Hồ Ngọc Hà thông qua người mẫu Xuân Lan chứ không thật sự ra tay. Năm 2010, họ đã cùng nhau trình diễn ca khúc Đêm nghe tiếng mưa trong chương trình Song ca cùng thần tượng, mối quan hệ của cả hai khá tốt đẹp khi cả hai đều dành cho nhau những lời lẽ tốt đẹp trên sân khấu.
Hồ Ngọc Hà đã tạo một bứt phá trong album 24 giờ 7 ngày. Trong album cô đã có được cho mình hit đầu tiên "24 giờ 7 ngày". Hình ảnh cô người mẫu vẫn khiến tên tuổi Hồ Ngọc Hà chưa được âm vang trong giới ca nhạc nhưng đấy là những bước đầu vững chắc để khẳng định chỗ đứng trong nghề.
Hồ Ngọc Hà đến Hà Nội và tìm gặp nhạc sĩ Huy Tuấn và thảo luận về việc thực hiện album đầu tay của mình. Sau đó, nhạc sĩ Huy Tuấn giúp cô thực hiện album đầu tay mang tên 24 giờ 7 ngày, phát hành vào năm 2004 bởi hãng Viết Tân Studio. Các bài hát nằm trong album được Tuấn sản xuất và được các nhạc sĩ như Đức Trí, Nguyễn Xinh Xô, Hồng Kiên, Dương Thụ, An Hiếu và Huy Tuấn sáng tác. Trong album, ca khúc chủ đề giành được khá nhiều thành công và được Hà trình diễn khá nhiều trên các chương trình âm nhạc. Dù đầu tư rất nhiều nhưng album này không gây được nhiều vang dội đến Hà vì album không được quảng bá rộng rãi và không có video ca nhạc quảng bá.
Cho đến khi những bức ảnh nude "nghệ thuật" của cô bị phát tán lên mạng, lúc ấy, tên tuổi của cô như được nhận xét là "nổi như cồn". Ngoài ra, thời gian này của chính là những ngày tháng mà tình cảm giữa Hà và nhạc sĩ Đức Trí nảy sinh. Trí vốn là bạn thân của nhạc sĩ Huy Tuấn, vì vậy trong album đã sử dụng ca khúc của anh là Hôm nay anh đến. Sau đó, Tuấn đã giới thiệu hai người làm quen với nhau và tình cảm của họ thời điểm đó bị giới truyền thông quan tâm rất nhiều.

### 2005:Và em đã yêuvà bắt đầu đóng phim
Năm 2005, Hồ Ngọc Hà ký hợp đồng với hãng đĩa Music Faces của nhạc sĩ Đức Trí theo lời khuyên của Huy Tuấn. Album tiếp theo của cô được mang tên Và em đã yêu, phát hành vào tháng 6 năm 2005 bởi hãng Music Faces và Hãng phim Phương Nam. Album được đầu tư khá kỹ lưỡng về mặt hình ảnh khi thể hiện một Hồ Ngọc Hà khá mạnh mẽ. Về phần nhạc thì album chỉ gồm năm ca khúc mới do các nhạc sĩ như Phương Uyên, Hà Quang Minh và Đức Trí sáng tác, còn năm ca khúc còn lại là những bài hát cũ của cô được phối lại. Năm 2005, sau hai bộ phim ra mắt là: 39 độ yêu và Chiến dịch trái tim bên phải, Hồ Ngọc Hà tạm thời từ giã diễn xuất để tập trung ca hát. 
Sau khi phát hành album thứ hai, cô tiếp tục tham gia vào sự nghiệp diễn xuất với bộ phim truyền hình 39 độ yêu (vai Trang) mà trước đó, 16 tập phim của bộ phim được ghép lại thành một bộ phim dài 90 phút (tập trung 3 nhân vật trong đó có cô, Bình Minh và Huy Khánh), trình chiếu tại các cụm rạp Việt Nam. Bộ phim không mấy gây ấn tượng và nhận được những đánh giá tiêu cực từ khán giả và các nhà phê bình điện ảnh. VnExpress cho rằng đây là một "màn ảo thuật vụng về" cùng những phần cắt ghép khá "vô duyên". Sau đó, cô cùng đã tham gia vào bộ phim nhựa mang tên Chiến dịch trái tim bên phải (vai cô giáo Hoài An), được trình chiếu vào ngày 10 tháng Sáu, năm 2005. Tương phản với 39 độ yêu, bộ phim nhận được nhiều đánh giá cao từ khán giả và được nhà phê bình Hoài Nam của báo Tuổi trẻ đưa ra danh sách 5 lý do để xem Chiến dịch trái tim bên phải, kèm theo nhiều lời khen ngợi từ khán giả đối với vai diễn của cô. Sau phim đó, Hồ Ngọc Hà không còn đóng phim để tập trung sự nghiệp ca hát.

### 2006:Muốn nói với anhvàẢo ảnh
Năm 2006, Hồ Ngọc Hà cùng những nghệ sĩ khác thực hiện album thứ ba mang tên Muốn nói với anh. Album này được phát hành vào ngày 15 tháng 12 năm 2006 tại Việt Nam bởi hãng Music Faces và Galaxy Studio và tại Mỹ trên iTunes vào ngày 19 tháng 12 năm 2006 bởi hãng Music Faces. Album này chủ yếu được sáng tác bởi Huy Tuấn và Đức Trí, kèm theo ca khúc chủ đề được Hồ Ngọc Hà sáng tác và thêm hai ca khúc cũ là "Mùa đông sẽ qua" và "Như chưa bắt đầu" trích từ hai album trước.
Trong thời gian này, Hồ Ngọc Hà đã cùng với ca sĩ Đức Tuấn cũng đã cho ra mắt một album đặc biệt mang tên Ảo ảnh gồm những bản tình cổ điển của những nhạc sĩ nổi tiếng như Y Vân, Văn Phụng, Ngô Thụy Miên, Phạm Mạnh Cương, Đỗ Lễ, Trọng Khương và Huỳnh Anh. Album được phát hành tại Việt Nam bởi hãng Music Faces và tại Mỹ vào ngày 9 tháng 10 năm 2006 bởi Nhà xuất bản Âm nhạc và Pops Worldwide.

### 2007–2009:Khi ta yêu nhau,The First Singlevà chuyến lưu diễnVà em đã yêu

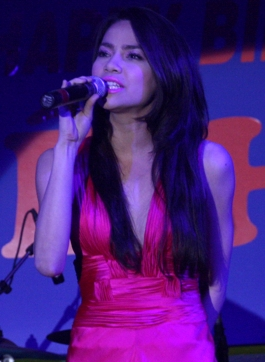
Hồ Ngọc Hà trình diễn năm 2008.

Năm 2007, cô đã bắt tay thực hiện album tiếp theo của mình là Khi Ta Yêu Nhau, phát hành bởi hãng Music Faces. Nhưng album không được quảng bá rộng rãi và không có ca khúc gây ấn tượng nên đã không mang lại nhiều thành công đến cho Hà. Cũng trong năm này, trên chương trình Sức sống mới, khi trả lời phỏng vấn của MC Thanh Mai và |Trung Dũng, Hồ Ngọc Hà và hai MC cùng tâm sự, chia sẻ với khán giả những cảm nhận của họ về nhau, về những sự kiện đã diễn ra giữa hai người. Tuy nhiên, vào hôm sau, một nguồn tin cho biết cặp đôi đã chia tay suốt một năm qua.
Câu chuyện này đã gây xôn xao dư luận nhưng vẫn còn khá mập mờ, nhưng sau đó cô đã phát biểu: "Ngay bây giờ, tôi thấy mình thoải mái nhất. Có nhiều người thắc mắc, sao chia tay người yêu mà lại vui đến như thế. Nhưng thực sự cảm giác của tôi lúc này là vậy. Tôi yêu hết mình và khi chia tay không hối tiếc điều gì". Dù đã tuyên bố chia tay, nhưng cô vẫn là ca sĩ của hãng Music Faces những năm sau đó.
Năm 2009, cô đã chính thức trở lại với sản xuất đầu tiên sau hai năm vắng bóng là The First Single. Đặc biệt, album này không hề có sự góp mặt của Đức Trí mà thay vào đó là những nhạc sĩ trẻ như Dương Khắc Linh, Hoàng Anh, và Hùng Lân. Album có số lượng tiêu thụ khá cao và nhận được khá nhiều khen ngợi từ khán giả. Album gồm ca khúc nổi bật và được nhiều nhà phê bình nhận xét là bài hát hay nhất trong sự nghiệp của cô đó chính là Xin hãy thứ tha cùng Suboi. Bài hát được phát hành trên cộng động mạng nhận được rất nhiều phản hồi tốt từ khán giả. Ca khúc này còn có thêm một phiên bản tiếng Anh mang tên My apology và được cô sử dụng tại Liên hoan bài hát châu Á ở Hàn Quốc.
Theo đánh giá của nhiều khán giả Hàn Quốc, năm nay là năm đầu tiên Việt Nam đánh bại nhiều đối thủ châu Á khác nhờ vẻ ngoài được cho là nổi trội của cô. Tất cả đã so sánh Hồ Ngọc Hà với Hồ Quỳnh Hương, Mỹ Tâm là hai tiền bối đã từng xuất hiện tại các chương trình đại nhạc hội Liên hoan bài hát châu Á những năm trước.
Trong thời gian này, cô cũng đã trở thành đại sứ của hãng Sunsilk tại Việt Nam. Nhằm quảng bá cho thương hiệu của hãng và đồng thời quảng bá cho The 1st single, cô đã cùng hãng thực hiện tour lưu diễn xuyên Việt mang tên Và em đã yêu vào tháng 9 năm 2009. Khán giả khi muốn nhận vé của buổi diễn phải đổi lấy vỏ chai Sunsilk ở các trung tâm của hãng. Tour lưu diễn được diễn ra từ ngày 27 tháng 9 năm 2009 tại Hồ Chí Minh và kết thúc tại Cần Thơ vào ngày 10 tháng 10 năm 2009 cùng với những nghệ sĩ khách mời là Đàm Vĩnh Hưng, Đan Trường, Phan Đình Tùng, Quang Vinh, Phạm Anh Khoa, Cao Thái Sơn, Lam Trường và Nguyên Vũ. Buổi diễn Và Em Đã Yêu tại Thành phố Hồ Chí Minh đã được truyền hình trực tiếp trên kênh HTV7 và trên trang web chính thức của Sunsilk.

### 2010–2011:Invincible
Giữa năm 2010 rộ lên tin đồn Hồ Ngọc Hà mang thai với doanh nhân Nguyễn Quốc Cường. Không lâu sau, cô đã lên tiếng chính thức thừa nhận việc này, nhưng về thông tin về cha đứa bé, Hồ Ngọc Hà cũng không muốn nói nhiều về tên của anh trên mặt báo, nhưng cô chỉ mong muốn Cường hoàn thành trách nhiệm của một người đàn ông đối với vợ chưa cưới và đứa con của cô đang mang trong bụng. Rất nhiều luồng dư luận cho rằng Hồ Ngọc Hà đến với chồng chỉ vì tiền, Cường được biết đến là con trai của bà Nguyễn Thị Như Loan, một trong những người phụ nữ giàu có nhất Việt Nam với tài sản vài nghìn tỷ Việt Nam Đồng. Tiếp đó, Hồ Ngọc Hà đã gây sốc đến khán giả khi giới truyền thông đã phanh phui cô từng có một cuộc hôn nhân khi mới 16 tuổi.
Sau khi sinh con, cô đã trở lại với album tiếp theo của mình mang tên Tìm lại giấc mơ vào năm 2010. Album vốn được thực hiện khi cô đang mang bầu và được bắt tay vào việc phát hành khi cô sinh con xong. Album này là album phòng thu đầu tiên không có sự góp mặt của nhạc sĩ Đức Trí và cũng được cho biết đây chính là album cuối cùng của Hà với công ty Music Faces và được Đức Trí khá ủng hộ về việc này khi chia sẻ: "Việc cô rời khỏi công ty của tôi là hoàn toàn bình thường. Với tôi, điều quan trọng là cả người ở lại và người ra đi để lại cho nhau những gì." Album này đã được phát hành tại Việt Nam vào ngày 20 tháng 7 năm 2011 và tại Mỹ vào ngày 21 tháng Bảy, năm 2011 trên iTunes.
Album gồm các ca khúc được viết bởi Nguyễn Hồng Thuận, Quốc An, Hoàng Anh, Dương Khắc Linh và Hoàng Huy Long. Đặc biệt, ca khúc "Thêm một lần vỡ tan" đã được sáng tác bởi Hồ Ngọc Hà. Tuy nhiên không lâu sau, cộng đồng đã phát hiện ca khúc có nhiều điểm tương đồng với Red Blooded Woman của Kylie Minogue. Phát biểu về việc này, Hồ Ngọc Hà cho rằng đây không phải là sản phẩm "đạo nhạc" mà là hai ca khúc hoàn toàn khác nhau, riêng về bản phối không thuộc trách nhiệm của cô.
Sau đó, nhằm để quảng bá cho album, Hà tiếp tục với nhãn hàng Sunsilk ra mắt một buổi biểu diễn nhỏ mang tên Tìm lại giấc mơ vào năm 2010 với những nghệ sĩ khách mời tương tự như trong tour diễn trước nhưng trong năm này, tour diễn còn gồm cả Hà Anh Tuấn và nhóm V-Music.
Hồ Ngọc Hà và nhóm nhạc V-Music sau đó đã cùng nhau thực hiện album mang tên Ngày hạnh phúc, phát hành vào tháng 8 năm 2010 tại Việt Nam vào ngày 2 tháng 8 năm 2010 trên iTunes. Đây chính là album song ca thứ hai của Hà, là album đầu tiên không có sự sản xuất của Đức Trí cũng như công ty Music Faces và là album thứ ba cô hợp tác với Viết Tân Studio. Album đồng thời còn được tài trợ bởi hãng Nikkon.
Đến giữa năm 2011, Hồ Ngọc Hà phát hành liên tiếp hai đĩa đơn mới là Sao ta lặng im (do Nguyễn Hồng Thuận sáng tác) và Nỗi nhớ đầy vơi (song ca cùng nam ca sĩ Noo Phước Thịnh) cũng đạt nhiều thành công trên tất cả các bảng xếp hạng âm nhạc. Sau đó, cô phát hành ca khúc Một lần cuối thôi là một ca khúc ballad có giai điệu nhẹ nhàng để mở đường cho album thứ sáu của mình mang tên Invincible - Sẽ mãi bên nhau được phát hành vào cuối năm 2011. Album là sự hợp tác của cô với 2 nhạc sĩ Dương Khắc Linh và Thanh Bùi với thể loại nhạc chủ yếu là R&B, toàn bộ phần master của album được thực hiện tại Studio Syd ở Úc do Lenon Zervos đảm nhiệm (phòng thu này từng làm master cho các nghệ sĩ nổi tiếng như: Lady GaGa, Kanye West và U2).Đĩa đơn chủ đạo của album, Invincible, được quay tại phim trường Hollywood, Hoa Kỳ là video được đầu từ công phu nhất của cô từ trước đến nay, ý tưởng của video là Hồ Ngọc Hà hoá thân một người ngoài hành tinh sống trong không gian trở về Trái Đất để cứu người yêu từ tay của kẻ thùé
Video được đạo diễn bởi Danny Đỗ nhưng có nhiều phản hồi của khán giả cho rằng phong cách ăn mặc của cô trong video này có phần giống với nữ ca sĩ Katy Perry trong ca khúc E.T.. Đĩa đơn thứ hai của album mang tên Từ ngày anh đi (do Nguyễn Hoàng Duy sáng tác) được cô và YanTV (Kênh truyền hình âm nhạc hiện tại được cô làm đại sứ thương hiệu) cùng nhau thực hiện và được phát sóng độc quyền trên kênh này.Đạo diễn của video ca nhạc này là Trần Đình Hiền, một gương mặt trẻ đã đạt nhiều giải thưởng điện ảnh quốc tế, và trong video này Hà hoá thân thành nữ hoàng Ai Cập Cleopatra, một hình ảnh độc đáo & lần đầu tiên xuất hiện trong thị trường nhạc Việt (V-Pop)
Live Concert 2011 của Hồ Ngọc Hà diễn ra vào ngày 15 tháng 12 tại CLB Lan Anh - Hồ Chí Minh. Liveshow quy mô nhất của Hồ Ngọc Hà trong 8 năm ca hát và do đạo diễn Việt Tú dàn dựng. Liveshow có mức đầu tư như ban tổ chức công bố là 5 tỷ Việt Nam đồng. Trong liveshow Hồ Ngọc Hà đã cho khán giả "đã" về phần nhìn được dàn dựng công phu hoành tráng từng tiết mục. Liveshow đã góp phần làm nổi bật lên tên tuổi Hồ Ngọc Hà với 20 ca khúc với nhiều thể loại mang tới cho khán giả những cảm xúc ấn tượng. Live Concert được một đề cử tại lễ trao giải Cống Hiến 2011 sẽ được diễn ra vào tháng 4 năm 2012.

### 2012–2013:The Second Single,Giọng hát ViệtvàGot to Dance
Nối tiếp những thành công trong năm qua Hồ Ngọc Hà và nhóm nhạc V.Music chào sân năm mới bằng dự án âm nhạc mới mang tên I love you. Album I love you là tập họp tám ca khúc viết về tình yêu của các nhạc sĩ: Nguyễn Hồng Thuận, Quốc An, Phúc Bồ, Phương Uyên và Kiên Trần.
Sau Hàn Quốc, Việt Nam là quốc gia thứ 2 được cấp phép & sản xuất "The Voice", chương trình tìm kiếm những giọng hát xuất sắc. Ban giám khảo cuộc thi gồm có Đàm Vĩnh Hưng, Thu Minh, Hồ Ngọc Hà và Trần Lập. Để có mặt trong thành phần ban giám khảo, Hồ Ngọc Hà phải bỏ ra nhiều thời gian và tâm sức, tham gia phẫu thuật thanh quản. Ca-nhạc sĩ Thanh Bùi và ca sĩ Hồ Quỳnh Hương là cố vấn cho đội của Hồ Ngọc Hà.
Năm 2012, cô nhận được giải HTV Award cho Nữ ca sĩ được yêu thích nhất. Sản phẩm tiếp theo của cô là DVD Hồ Ngọc Hà Live Concert. Liveshow xuất sắc nhận được giải Cống hiến cho "Chương trình của năm".
Hồ Ngọc Hà còn làm giám khảo cho Centaur Dance Showdown - cuộc thi nhảy mang tầm châu Á và quốc tế. Ngoài việc làm giám khảo của cuộc thi tại 3 khu vực và vòng chung kết toàn quốc, Hồ Ngọc Hà cũng được mời sang Singapore giữ vai trò làm giám khảo của cuộc tranh tài giữa Việt Nam và các nước trong khu vựcc cùng với ca sĩ Thái Y Lâm, nghệ sĩ hiphop tiên phong của Singapore Sheikh Haikel và vũ công breakdance nổi tiếng người Nhật Bboy Katsuyuki Ishikawa.
Vào khoảng tháng 9 năm 2012, khi đang đảm nhiệm vai trò huấn luyện viên của chương trình Giọng hát Việt thì Hồ Ngọc Hà đã bất ngờ cho ra mắt thị trường sản phẩm âm nhạc mới là đĩa đơn mang tên Đắn đo, đĩa đơn thứ hai trong sự nghiệp âm nhạc của cô. Single này gồm tổng cộng hai bài hát mới gồm Đắn đo (ca khúc chủ đề) được sáng tác bởi nhạc sĩ Phương Uyên và Chôn giấu một tình yêu (song ca cùng ca sĩ Lệ Quyên) do ca-nhạc sĩ Lương Bằng Quang sáng tác. Ngoài ra trong single còn tặng kèm bài hát Runaway, đây là phiên bản tiếng Anh của bài hát Mãi mãi về sau.
Hồ Ngọc Hà có chia sẻ về đĩa đơn này: Tuổi trẻ thì thường mơ mộng và cuộc sống màu sắc, khi trưởng thành bạn sẽ cảm nhận được đôi khi sự đơn giản nhất là thứ chúng ta cần nhất trong cuộc sống. Với sản phẩm của Hà lần này cũng là những gì đơn giản nhất nhưng sâu sắc. Từ music video đến bìa CD... Mọi thứ được cảm nhận từ bên trong... mà điều này chỉ có khi từng trải thì mới có thể làm được. Hà mong khán giả hãy để bản thân khám phá, tìm hiểu những điều mới lạ, biết đâu 1 lúc nào đó sẽ tìm thấy được chính mình trong những bản tình ca mà Hà hát. Đừng đi vào lối mòn cảm xúc cũng như gu âm nhạc".
Đắn đo được chọn làm ca khúc chủ đề cho toàn bộ đĩa đơn. Trước khi xuất xưởng ca khúc này ra ngoài thị trường Hà Hồ cùng ê kíp đã liên tục tiết lộ những trailer nhỏ cho bài hát và khiến nó trở thành tâm điểm săn đón của người nghe nhạc. Tuy vậy, sau khi được phát hành thì phản ứng của công chúng không được hài lòng bởi bài hát có phần hơi khó nghe cả về giai điệu lẫn nội dung ca từ. Hồ Ngọc Hà cũng cho rằng "Đắn đo" khá khó nghe và cần có thời gian chiêm nghiệm. Cô bày tỏ: "Sẽ có người thắc mắc tại sao tôi chọn con đường mạo hiểm mà không tiếp tục đi trên con đường an toàn, nhưng tôi nghĩ, an toàn trong âm nhạc thì quá tẻ nhạt."
Tại chương trình Đẹp Fashion Show lần thứ 11, Hồ Ngọc Hà cùng với siêu mẫu Thanh Hằng xuất hiện trong chiếc váy khổng lồ được lấy cảm hứng từ cây nấm độc rực rỡ nhưng nguy hiểm của nhà thiết kế Công Trí kết màn đêm diễn. Hồ Ngọc Hà làm giám khảo của cuộc thi nhảy Got to dance - Vũ điệu đam mê trong nước với vũ công Alfredo Torres, thần tượng hiphop Mỹ gốc Việt Dumbo và biên đạo múa Trần Ly Ly. Cô còn làm gương mặt đại diện cho hãng điện thoại danh tiếng Samsung và những hợp đồng quảng cáo khác.
Ngày 5 tháng 8 năm 2013, tại chương trình Ngôi sao âm nhạc châu Á với chủ đề Nhạc hội tình ca thế giới do Đài truyền hình Trung ương Trung Quốc (CCTV) tổ chức quy tụ nhiều ca sĩ của hơn 10 quốc gia và vùng lãnh thổ, Hồ Ngọc Hà đã thể hiện hai ca khúc Runaway (Mãi mãi về sau) và Hãy thứ tha cho em trong sự cổ vũ nồng nhiệt của các khán giả xem trực tiếp.
Ngày 12 tháng 8 năm 2013, Hồ Ngọc Hà ra mắt single Hãy thứ tha cho em (Dương Khắc Linh, lời Hoàng Huy Long) và Giấu anh vào nỗi nhớ (Châu Đăng Khoa) với hai phong cách âm nhạc hoàn toàn khác nhau. Trong đó, có thể nhận thấy dấu ấn rõ nét của Hồ Ngọc Hà với chất giọng khàn đặc đồng thời là những vũ đạo đẹp mắt, khai thác triệt để lợi thế về vóc dáng. Điểm nhấn đặc biệt trong dự án lần này chính là music video của ca khúc được đầu tư và thực hiện khá công phu với ba phiên bản khác nhau, một điều xưa nay hiếm trong các ca sĩ ở Việt Nam. Để thực hiện ba phiên bản này, Hồ Ngọc Hà đã huy động cả ê kíp hơn 50 người, làm việc liên tục bốn ngày tại phim trường và một số ngoại cảnh tại quận 2, quận 9 (TP.HCM) với hơn 15 bối cảnh khác nhau, 12 bộ trang phục được thiết kế riêng và hơn 1 tháng cho công việc hậu kỳ. Tại lễ trao giải Làn Sóng Xanh lần thứ 16, cô được nhận giải Single của năm với bài hát Hãy thứ tha cho em và Top 10 ca sĩ được yêu thích nhất.

### 2014–2016:Nhân tố bí ẩnvàThe Face Vietnam
Vào ngày 12 tháng 5 năm 2014, Hồ Ngọc Hà phát hành album Mối tình xưa. Với album này, Hồ Ngọc Hà đã trở lại với phong cách cổ điển, hình ảnh quen thuộc của gần 10 năm trước. Album gồm 11 sáng tác của các nhạc sĩ Đức Trí, Nguyễn Hồng Thuận, Đỗ Hiếu, Châu Đăng Khoa và Phạm Toàn Thắng, nhưng lại mang đến không khí của những bản tình ca xưa cũ. "Có thể xem như Hà mượn 11 bài hát này để kể về quá trình 10 năm của mình, cả công việc, tình yêu và những vấp ngã" - Hồ Ngọc Hà chia sẻ.
Hồ Ngọc Hà tiếp tục nhận lời làm giám khảo của chương trình X-Factor - Nhân tố bí ẩn mùa đầu tiên. Tuy rating của chương trình không cao như mong đợi, nhưng nữ ca sĩ vẫn hoàn thành tốt vai trò của mình và tiếp tục trở thành giám khảo được quan tâm nhiều nhất trên "ghế nóng". Hồ Ngọc Hà cũng giúp đưa thí sinh Giang Hồng Ngọc trở thành Quán quân của cuộc thi. Cô cũng phát hành music video cho ca khúc My baby (sáng tác Đỗ Hiếu) để gửi tới khán giả trong thời gian này.
Ngày 20 tháng 11 năm 2014, Live Concert của cô được tổ chức tại Gem Center, Sài Gòn. Tiết lộ về liveshow này, Hồ Ngọc Hà cho biết sẽ lần đầu hát và diễn nhạc kịch. Tám ca khúc hit của cô được liên kết thành câu chuyện âm nhạc dài 40 phút với nhiều cảm xúc. Bên cạnh đó, nữ ca sĩ cũng hứa hẹn sẽ "đốt mắt" khán giả với những màn vũ đạo nóng bỏng, điêu luyện qua sự biên đạo của John Huy Trần và Ngọc Tú. "Nữ hoàng giải trí" còn quyết định mời hẳn John-Paul "JP" San Pedro - một vũ công, nhà biên đạo nổi tiếng tại Mỹ, từng nhảy và biên đạo cho Janet Jackson, Jennifer Lopez, Britney Spears, Christina Aguilera, Miley Cyrus... để góp sức cho mình, hứa hẹn sẽ mang đến những phần trình diễn cực kì hấp dẫn, lôi cuốn. Live Concert 2014 là một dấu mốc đẹp cho 10 năm lao động miệt mài của Hồ Ngọc Hà trên con đường ca hát. Ngày 5 tháng 1 năm 2015, cô là một trong các ca sĩ khách mời của đêm chung kết Hoa khôi Áo dài Việt Nam 2014.
Sau khi công bố những hình ảnh đầu tiên trên trường quay, nhà sản xuất Hy sinh đời trai tiếp tục hé lộ danh sách những gương mặt xuất hiện trong phim. Bên cạnh Trần Bảo Sơn, bộ phim mới của đạo diễn Lưu Huỳnh quy tụ 30 nghệ sĩ hoạt động ở nhiều lĩnh vực trong showbiz Việt, có thể kể đến như Lý Hùng, Phước Sang, Bình Minh, Thân Thúy Hà, Đinh Y Nhung, Tuyền Mập, Andrea Aybar, Cát Phượng... Trong số này có hai gương mặt nổi bật là "vua phòng vé phim Việt" Thái Hòa và "nữ hoàng giải trí" Hồ Ngọc Hà. Hồ Ngọc Hà vốn xuất thân là một người mẫu – diễn viên, từng được biết tới qua phim truyền hình Hoa cỏ may và phim điện ảnh 39 độ yêu vào thập niên 2000. Từ khi chuyển sang ca hát nhiều năm qua, người đẹp vẫn chưa trở lại với diễn xuất. Tham gia vào một vai khách mời trong Hy sinh đời trai, Hồ Ngọc Hà có dịp tái ngộ với màn ảnh rộng. Tuy nhiên, vai diễn của Hà Hồ vẫn chưa được nhà sản xuất tiết lộ. Tháng 10, cô nhận lời mời biểu diễn trong đêm chung kết cuộc thi Hoa hậu Hoàn vũ Việt Nam 2015.
Đến cuối tháng 4 năm 2016, Hồ Ngọc Hà chính thức trở thành một trong ba vị huấn luyện viên ngồi ghế nóng chương trình The Face - Gương mặt thương hiệu bên cạnh Hoa hậu Phạm Hương và Hoa khôi Lan Khuê. Cô đã giúp học trò của mình là Phí Phương Anh giành chiến thắng.
Sau khi phát hành 2 đĩa đơn Destiny và What is love? cùng với ca khúc Tội lỗi. Tháng 5 năm 2016, sau loạt sóng gió về đời tư ở đầu năm, Hồ Ngọc Hà thực hiện chương trình ca nhạc Love Songs lần đầu tiên tại Thành phố Hồ Chí Minh, chương trình gây được sự chú ý trên mạng xã hội vì sự trở lại của cô sau nhiều scandal "người thứ ba". Một vài tháng sau Love songs được thực hiện tại Đà Nẵng và Thủ đô Hà Nội, tại Thủ Đô Hà Nội. Bên cạnh đó, Hồ Ngọc Hà còn tổ chức đêm nhạc Love songs tại các tiểu bang ở Mỹ: Houston, San Diego, San Jose, Denver, Dallas, Atlanta, tại Úc, và 4 đêm nhạc tại châu Âu. Tiếp đó, cô thực hiện đêm nhạc Love songs với chủ đề Cả một trời thương nhớ được diễn ra vào ngày 22 tháng 8 năm 2017 tại Gem Center.

### 2017–nay: Thương hiệu riêng vàLove Songs
Hồ Ngọc Hà hẹn hò với diễn viên Kim Lý sau những lùm xùm về việc ly hôn với Nguyễn Quốc Cường, nghi vấn người thứ ba với đại gia Chu Đăng Khoa và vụ chèn ép ca sĩ, diễn viên Minh Hằng. Năm 2018, Hồ Ngọc Hà ra mắt dòng mỹ phẩm chuyên nghiệp đầu tiên tại Việt Nam của mình mang tên M.O.I.
Ngày 15 tháng 8 năm 2019, Hồ Ngọc Hà đánh dấu sự trở lại với lĩnh vực âm nhạc bằng sản phẩm âm nhạc mới nhất có tên Vẻ đẹp 4.0. Đây là một sản phẩm với sự kết hợp cùng nhạc sĩ Nguyễn Hải Phong. Lời bài hát Vẻ đẹp 4.0 muốn gửi gắm đến người nghe về khát vọng tìm kiếm sự tự do, phóng khoáng của con người trong thời hiện đại: Sẵn sàng vượt qua mọi rào cản để tự quyết định số phận, biến ước mơ thành hiện thực.
Ngày 25 tháng 10 năm 2019, Hồ Ngọc Hà hợp tác với người mẫu Brazil Robert Monteiro ra mắt MV Bức thư để lại. MV có phân cảnh Hồ Ngọc Hà đốt xưởng nhà máy, nhảy trong biển lửa hay một mình nhảy trên tầng cao của tòa nhà Bitexco (Thành phố Hồ Chí Minh). Cô cho biết đã mua bảo hiểm cho cả đoàn phim để đảm bảo an toàn cho những cảnh khó. MV do êkíp Hàn Quốc thực hiện. Nữ ca sĩ đã dùng 15 bộ trang phục đến từ các thương hiệu thời trang nổi tiếng trên thế giới và những nhà thiết kế Việt như: Lý Quí Khánh, Lâm Gia Khang và Lưu Ngọc Kim Khanh. Ca khúc mang phong cách pop ballad pha trộn R&B do Nguyễn Hải Phong, nhạc sĩ trẻ Trần Dũng Khánh và nhóm nhạc sĩ DTAP đồng sáng tác. Phần rap được R.Tee viết lời và thể hiện.
Vào lúc 20 giờ ngày 16 tháng 11 năm 2023, Hồ Ngọc Hà chính thức trở lại với đường đua âm nhạc. Ca khúc mới mang tên "Gặp Đúng Lúc, Yêu Đúng Người" của Hà Hồ được dự đoán sẽ gây ấn tượng mạnh mẽ với khán giả. "Gặp Đúng Lúc, Yêu Đúng Người" sáng tác bởi nhạc sĩ Châu Đăng Khoa, đây cũng là một trong những cái tên mang đến đóng góp lớn cho sự nghiệp âm nhạc của Hà Hồ. Giai điệu vui tươi cùng lời ca đầy cảm xúc cũng chính là khúc tình ca xoay quanh tình yêu đẹp đẽ giữa cặp đôi Hà Hồ và Kim Lý. Đặc biệt, MV lần này còn có sự xuất hiện của hai nhóc tỳ nhà Hồ Ngọc Hà, Lisa và Leon.

## Phong cách nghệ thuật

### Giọng hát
- Loại giọng: Full Lirico Soprano (Nữ cao trữ tình đầy đặn)
- Quãng giọng: C#3 ~ G#5 (2 quãng tám 3 nốt 1 bán âm)
- Consist range: F#3/G3 - A4/Bb4

### Phong cách trình diễn
Trong một bài phỏng vấn, cô nói rằng sau khi xem Beyoncé Knowles trình diễn tại Bangkok, Thái Lan, cô chỉ "học tập theo phong cách của Beyoncé" và chia sẻ Knowles chính là "ca sĩ mà Hồ Ngọc Hà yêu thích từ phong cách đến âm nhạc".
Cô được Zing Music Awards 2012 trao tặng giải "Ca sĩ của năm". Màn vũ đạo của Hồ Ngọc Hà tại Asian Song Festival 2009 gây ấn tượng.

## Cuộc sống cá nhân
Năm 2010, tin đồn rộ lên rằng cô đang mang thai với doanh nhân Nguyễn Quốc Cường (hay được biết đến với tên "Cường Đô la"). Sau đó, Hồ Ngọc Hà đã sinh con trai với Cường đôla và đặt tên là Nguyễn Quốc Hưng với nickname Subeo. Cặp đôi này thường xuyên xuất hiện ở một số sự kiện lớn. Vào dịp tết Nhâm Thìn năm 2012, Hồ Ngọc Hà và người bạn đời của mình đã phải nộp phạt vì hành vi phạm lỗi điều khiển xe máy không đội mũ bảo hiểm.
Trong báo cáo quản trị 6 tháng đầu năm 2015 của Quốc Cường Gia Lai, Hồ Ngọc Hà không còn trong danh sách người liên quan đến Nguyễn Quốc Cường - Thành viên HĐQT kiêm Phó tổng giám đốc công ty. Năm 2017, Hồ Ngọc Hà chính thức hẹn hò với Kim Lý. Năm 2021, cô cùng Kim Lý đã mua 5 chiếc xe VinFast, bao gồm LUX SA2.0, LUX A2.0, Fadil và VinFast President. Đầu năm 2020, Kim Lý cầu hôn Hồ Ngọc Hà. Và ngay trong đầu năm, cả 2 đã đăng kí kết hôn.

## Những hoạt động khác

### Từ thiện
Hồ Ngọc Hà còn được biết đến là một nghệ sĩ thường xuyên tham gia các chương trình từ thiện. Cô đã tham gia vào chương trình ủng hộ tiền cho nhân dân tại phường Hòa Hiệp Nam để trao tặng 20 phong bì cho các hộ gia đình khó khăn, số tiền tổng cộng lên đến 50 triệu đồng. Tháng 10 năm 2009, cô đã phát hành bộ hình postcard mang tên Những Khoảnh Khắc của Hồ Ngọc Hà và đến tháng Hai, bộ ảnh này đã tổng cộng thu về 30 triệu đồng. Đáng chú ý nhất là vào năm 2010, khi tham gia chương trình đấu giá Tết làm điều hay, cô đã đấu giá cây mai "Long dáng nghinh xuân" 72 năm tuổi, nhưng không thắng giải. Trang web chính thức của Hà cho biết, sau đó cô và nhóm hâm mộ đã trao tặng số tiền 30 triệu đồng từ bộ ảnh Những Khoảnh Khắc của Hồ Ngọc Hà đến chương trình.
Đầu năm 2011, cô còn tham gia với các ca sĩ khác vào đêm nhạc Cây mùa xuân do Hội bảo trợ trẻ em tàn tật và bệnh nhân nghèo Thành phố Hồ Chí Minh tổ chức. Tiếp đó, ngày 28 tháng 1 năm 2011, Hồ Ngọc Hà cùng Quốc Cường đã tham dự chương trình Tổ ấm ngày xuân do Ủy ban nhân dân và Thành đoàn Thành phố Hồ Chí Minh tổ chức tại công viên Tao Đàn. Tại buổi lễ này, cô đã trao tặng 200 phần quà Tết và 400 bao lì xì cho trẻ em mồ côi, trẻ em có hoàn cảnh khó khăn trên địa bàn Hồ Chí Minh. Chính việc hết mình tham gia các công tác xã hội và từ thiện cộng đồng, cô cũng đã nhận được bằng khen của Ủy ban nhân dân Thành phố Hồ Chí Minh.
Sau đó, cô cùng những nghệ sĩ đã tham gia vào tổ chức "Ngày Hạnh Phúc" với sự cố vấn của nhà báo Ngô Bá Lục của báo điện tử VNMedia vào ngày 8 tháng 3 năm 2011. Ban tổ chức chương trình từ thiện "Ngày Hạnh Phúc" thông báo trên trang web chính thức của họ những đối tượng mà họ đã phát quà "thường là những người bán vé số, bắp luộc, công nhân vệ sinh (quét rác), bán hàng rong, bán nước, người làm thuê, trẻ em lang thang, người bán bánh mì và người nhặt rác, những gia đình sống ở gầm cầu hay đằng sau nhà chờ xe buýt. Các đối tượng này không được định nghĩa cụ thể mà dựa vào đánh giá "tại chỗ" của các tình nguyện viên".
Năm 2021, cô và gia đình đã ủng hộ hơn 20 tấn gạo cho người dân tại Sài Gòn chống dịch COVID-19. Cô còn tài trợ xuất ăn tối và đồ bảo hộ cho các y bác sĩ tuyến đầu chống dịch . Hằng năm đến trung thu cô còn trao quà và lì xì giúp người dân nghèo.

## Danh sách đĩa nhạc
- 24 giờ 7 ngày (2004)
- Và em đã yêu (2005)
- Muốn nói với anh (2006)
- Khi ta yêu nhau (2007)
- Tìm lại giấc mơ (2010)
- Invincible (2011)
- Mối tình xưa (2014)

## Lưu diễn
Hồ Ngọc Hà đã có một chuyến lưu diễn xuyên Việt là Và em đã yêu cùng một buổi diễn Tìm lại giấc mơ tại Thành phố Hồ Chí Minh. Tour và buổi biểu diễn đều được tài trợ bởi hãng Sunsilk, vì vậy, khán giả khi muốn nhận vé phải đổi lấy vỏ chai Sunsilk ở các trung tâm của hãng. Buổi diễn Và em đã yêu tại Thành phố Hồ Chí Minh đã được truyền hình trực tiếp trên kênh HTV7 và trên trang web chính thức của Sunsilk.
Các chuyến lưu diễn:
- Và em đã yêu (2009)
- Hồ Ngọc Hà tour xuyên Việt (2014 - 2015)

Buổi diễn
- Tìm lại giấc mơ (2010)
- Ho Ngoc Ha Concert 2011 (2011)
- Ho Ngoc Ha Concert 2014 (2014)
- Love Songs (2016 - 2017)
- Love Songs Private Show (2020)
- Love Songs Love Vietnam in Đà Lạt (2022 - 2023)

## Phim hoạt hình
| Năm lồng tiếng | Tên phim                                  | Nhân vật                              |
| -------------- | ----------------------------------------- | ------------------------------------- |
| 2013-2014      | Những nàng tiên Winx xinh đẹp (mùa 1 - 4) | Bloom                                 |
| 2014           | Mermaid Melody Pichi Pichi Pitch (2003)   | Luchia                                |
| 2015           | Sora no Otoshimono (2011)                 | Ikaros                                |
| 2015           | Nếu như yêu                               | (Châu Tấn) Tôn Na                     |
| 2016           | Bambi II                                  | Bambi                                 |
| 2017           | Công chúa và chàng Ếch                    | Tiana (Nói)                           |
| 2018           | Năm mươi sắc thái tự do                   | Anastasia "Ana" Grey (Dakota Johnson) |
| 2018           | Highschool of the Dead (2010)             | Rei Miyamoto                          |
| 2019           | Domestic na Kanojo                        | Tachibana Hina                        |
| 2020           | Kokuhaku                                  | Moriguchi Yuko (Matsu Takako)         |
| 2020           | Beastars                                  | Haru                                  |
| 2021           | Iruma giá đáo!                            | Clara Valac                           |
| 2021           | American Psycho                           | Evelyn Williams (Reese Witherspoon)   |
| 2022           | Kill Bill: Volume 1                       | Black Mamba (Uma Thurman)             |
| 2023           | Kaguya-sama: Cuộc chiến tỏ tình           | Fujiwara Chika                        |
| 2023           | Họa bì                                    | Bội Dung (Triệu Vy)                   |
| 2023           | InuYasha                                  | Kagome                                |
| 2024           | Alice ở xứ sở thần tiên (phim 2010)       | Alice lúc 6 tuổi (Mairi Ella Challen) |
| 2024           | Tôi là Idol                               | Kirari Tsukishima                     |
| 2024           | Thủy thủ Mặt Trăng (anime)                | Thủy thủ Mặt Trăng (nhân vật)         |
| 2024           | Thủy thủ Mặt Trăng Pha lê                 | Thủy thủ Mặt Trăng (nhân vật)         |
| 2025           | Thần Lorax                                | Audrey (Taylor Swift)                 |

## Chương trình truyền hình
- Giọng hát Việt (mùa 1) (huấn luyện viên) (VTV3)
- Vũ điệu đam mê (giám khảo) (VTV3)
- Bước ngảy ngàn cân (giám khảo) (VTV3)
- Bạn là ngôi sao (giám khảo) (HTV7)
- Nhân tố bí ẩn (mùa 1) (huấn luyện viên) (VTV3)
- Hòa âm Ánh sáng (mùa 1) (giám khảo) (VTV3)
- Gương mặt thương hiệu (mùa 1) (huấn luyện viên) (VTV3)
- Asia's Next Top Model (mùa 6) (giám khảo khách mời) (Star World Asia)
- Gương mặt thân quen (mùa 7) (giám khảo) (VTV3)
- Asian Dream (giám khảo khách mời) (AXN)
- The New Mentor - Người mẫu Toàn năng 2023 (Super Mentor) (VTVCab)
- Điểm hẹn tài năng (giám khảo) (VTV3)
- Và một số chương trình khác